# Pic d'Aspe
L'Aspe és una muntanya de 2.645 metres que es troba a la província d'Osca (Aragó).